# Die Wühlmäuse

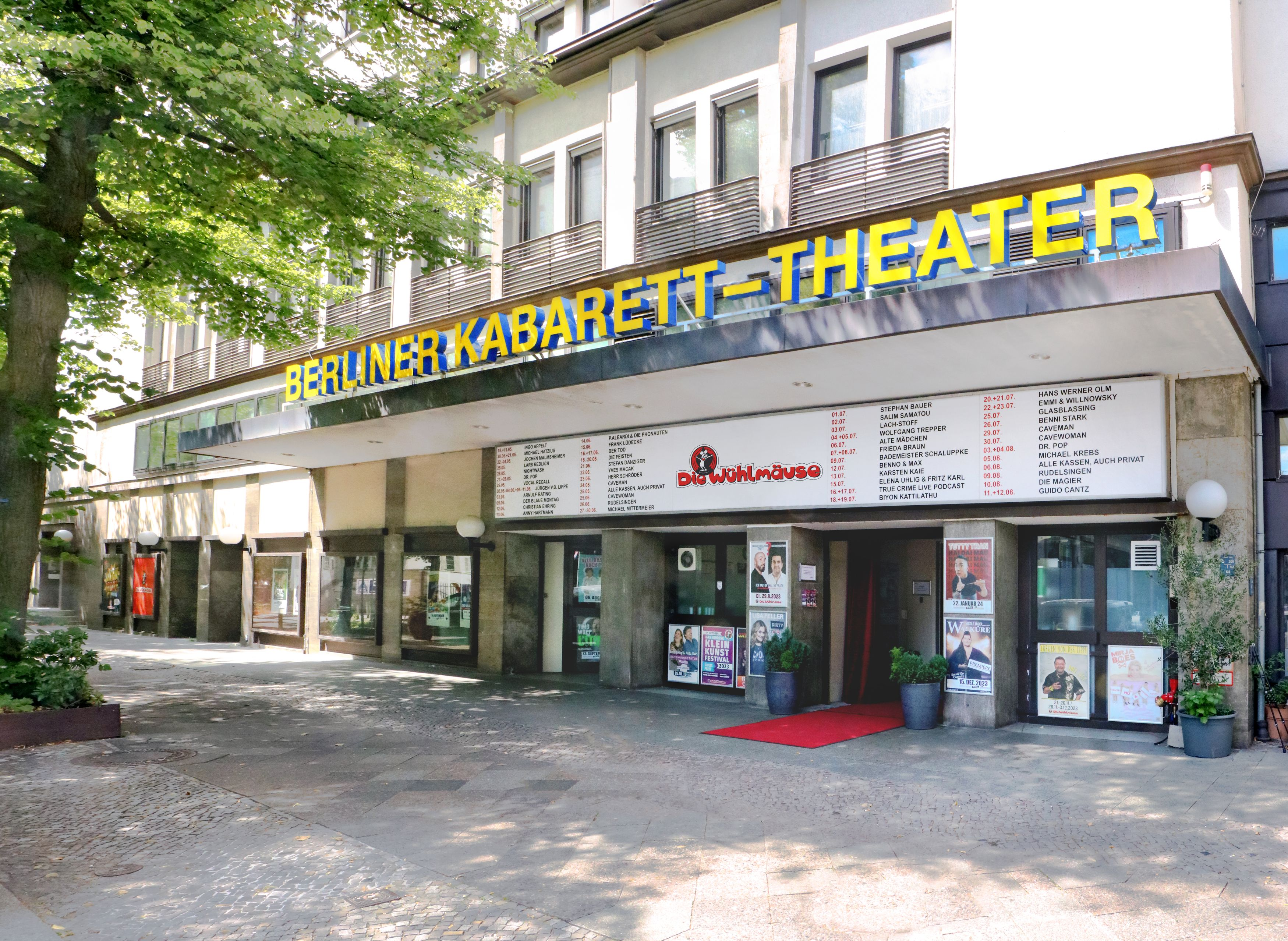
Eingangsbereich Die Wühlmäuse

Die Wühlmäuse ist eine Kabarett-Bühne mit gleichnamigem Ensemble, das im Dezember 1960 von Dieter Hallervorden mit Wilfried Herbst und einigen anderen Schauspielerkollegen in Berlin gegründet wurde. Seit dem Umzug in ein von Hallervorden erworbenes Haus mit einem zwei Ebenen und insgesamt 516 Sitzplätze umfassenden Theatersaal firmiert die Spielstätte neben der Eigenbezeichnung auch als „Neues Berliner Kabarett-Theater“.

## Geschichte

### Ensemble
Namensgebend für das Kabarett-Ensemble Die Wühlmäuse wie auch für die Spielstätte war eine Maus, die während einer Probe eine Zeitlang auf einem Klavier saß. Gegründet wurde das Ensemble Ende 1960 zusammen mit anderen Schauspielerkollegen von Wilfried Herbst und Dieter Hallervorden, der zugleich „Hausherr“ bzw. Geschäftsführer des Theaters war und bis heute ist. 1966 führten Die Wühlmäuse im Gegensatz zu der bisher im Kabarett herkömmlichen Form beziehungslos nebeneinander stehender Einzelszenen ein Kabarettprogramm mit durchgehenden Rollen und einem sich über den Abend erstreckenden Handlungsstrang bzw. Grundthema ein (Autor: Heio Müller). Als Dieter Hallervorden in den 1970er Jahren seine Didi-Figur entwickelte und darauf aufbauend die Nonstop-Nonsens-Sendungen entstanden, wurde das Ensemble aufgelöst.
Dem Ensemble, dessen nach und nach wechselnde Formationen derzeit nicht im Einzelnen zu belegen sind, gehörten u. a. an: Rolf Bauer, Käte Jaenicke, Joachim Kemmer, Dieter Kursawe, Hans-Rainer Müller, Rotraud Schindler, Kurt Schmidtchen, Helen Vita und Alexander Welbat (Regie).
Erst ab 2017 verfügte das Haus wieder über ein eigenes Ensemble, dem Mathias Harrebye-Brandt, Robert Louis Griesbach, Santina Maria Schrader und Birthe Wolter angehörten. Frank Lüdecke war für Text und Regie der beiden ersten Programme Ver(f)logene Gesellschaft (Premiere: 1. September 2017) und Gelogene Wahrheiten (Premiere: 1. Januar 2019) zuständig, doch nachdem er im Sommer 2019 die künstlerische Leitung des Kabaretts Die Stachelschweine übernommen hatte, beendete er seine Mitwirkung im Ensemble. Das Ensemble selbst wurde schließlich 2020 wieder aufgelöst.

### Spielstätte

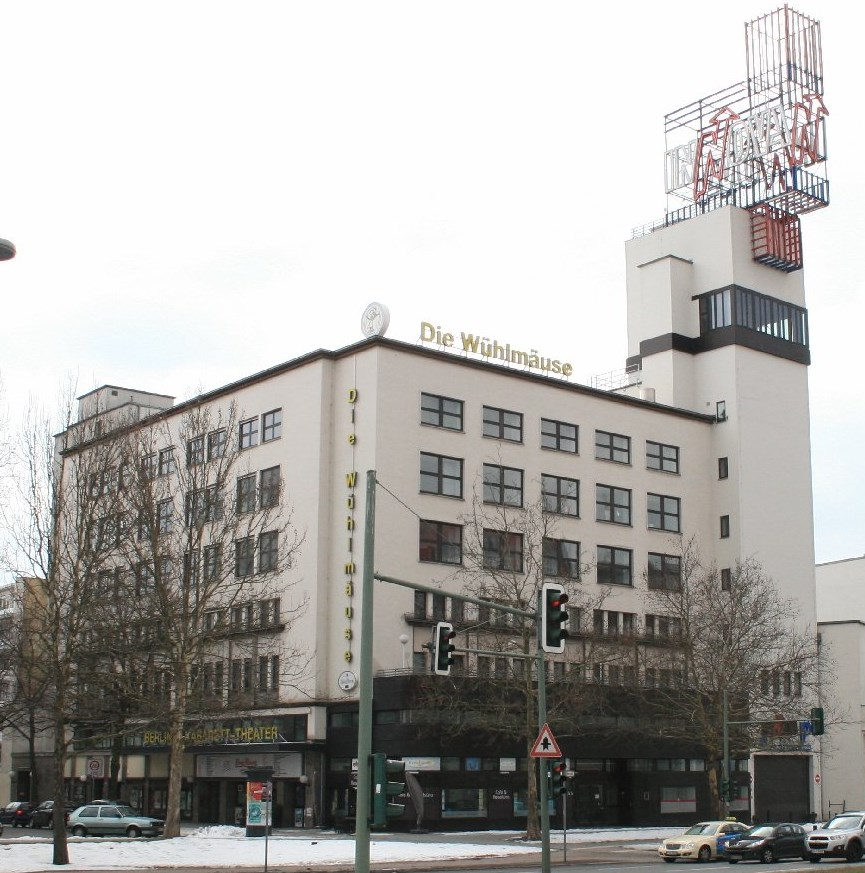
Kabarett-Theater Die Wühlmäuse am Theodor-Heuss-Platz (2012)

Die Kabarettbühne „Die Wühlmäuse“ hatte ihr erstes Domizil ab 1960 in Teilen des ehemaligen Scala-Gebäudes in Berlin-Schöneberg in der Martin-Luther-Str. 12–14. Mitte der 1960er erfolgte der Umzug in die wesentlich größeren Räumlichkeiten des Theaters an der Lietzenburger. Wegen steigender Mieten entschloss sich Dieter Hallervorden 40 Jahre nach der Gründung zu einem weiteren Umzug und erwarb das einstige Summit House (vormals Amerikahaus) am Theodor-Heuss-Platz in Berlin-Westend, in dem er einen zwei Ebenen und insgesamt 516 Sitzplätze umfassenden Theatersaal einrichtete. An diesem Haus wird seither die Eigenbezeichnung der Kabarettbühne vertikal über die ganze Fassadenseite oberhalb des Eingangsbereichs sowie auf der Dachkante der Fassadenseite rechts davon in Leuchtbuchstaben samt Maus-Logo angezeigt. Über dem Eingangsbereich ist die Spielstätte als „Neues Berliner Kabarett-Theater“ überschrieben.
„Die Wühlmäuse“ waren und sind seit den 1970ern Gastspielort zahlreicher Kabarettisten und Komiker wie Alfons, Ingo Appelt, Jürgen Becker, Martin Buchholz, Horst Evers, Rainald Grebe, Romy Haag, Hans-Joachim Heist, Marlene Jaschke, Bruno Jonas, Irmgard Knef, Frank Lüdecke, Jochen Malmsheimer, Dieter Nuhr, Sissi Perlinger, Urban Priol, Arnulf Rating, Hagen Rether, Andreas Rebers, Mathias Richling, Richard Rogler, Simone Solga,  Georg Schramm, Horst Schroth, Florian Schroeder, Bernd Stelter, Nessi Tausendschön und Jürgen von der Lippe.
Von 2001 bis 2023 fand in den Wühlmäusen alljährlich Das große Kleinkunstfestival statt. Dann wurde jedoch seitens des rbb die Produktion des in 2024 anvisierten 24. Festivals abgesagt, da es „aufgrund finanzieller Engpässe des Senders nicht umgesetzt werden“ konnte. Ob, wann und wie Das große Kleinkunstfestival fortgeführt wird, ist derzeit (Stand: Juli 2025) noch unklar.
Seit 2006 alle zwei Monate montags stellen sich regelmäßig in der Mix-Show „Lach-Stoff“ (ehemals „Sieben auf einen Streich“) neben bekannten auch noch unbekannte Kabarettisten vor.